# Puig de Sant Antoni (Albinyana)
El Puig de Sant Antoni és una muntanya de 409 metres que es troba al municipi d'Albinyana, a la comarca del Baix Penedès.
Al cim podem trobar-hi un vèrtex geodèsic (referència 272133001).
Aquest cim està inclòs al llistat dels 100 cims de la FEEC.